# 救千宮
救千宮位於台灣台北市老泉街，為主祀九天千歲之道教廟宇。該建物興建於1966年，今為位於台北文山區之仿古廟宇建築。另外，該廟宇的組織型態為管理人制，祭典日期則是每年農曆之六月十五。